# La vampa (film 1915)
La vampa (o Pasqua di fuoco) è un film prodotto nel maggio 1915 dalla Volsca Films di Velletri per la regia di Carlo Simoneschi, con Lola Visconti Brignone.